# 巴斯比宝贝
巴斯比宝贝（英語：Busby Babes）一般指英格兰曼联足球俱乐部在1950年代由俱乐部青訓系統培养出的一批优秀的年青足球运动员，由于当时俱乐部的主帅是苏格兰人马特·巴斯比，因而得名。巴斯比宝贝在1955/56年和1956/57年赛季取得英格兰顶级联赛二连冠，而平均年龄只有21-22岁，因而名声大噪、前程无限。
但是1958年2月6日，曼联队在参加欧洲比赛后返回途中遭遇“慕尼黑空难”，7名巴斯比宝贝当场遇难。当时保持英格兰队最年轻球员记录（此纪录直到1998年才被迈克尔·欧文打破）的邓肯·爱德华兹重伤，在医院救治15天后无效死亡。主帅巴斯比也重伤，在医院救治数月后才终于康复。
巴斯比宝贝中幸存的主力球员有当时年仅20岁的鲍比·查尔顿，他虽然在事故中受到头部严重创伤，但是仍然成功康复重回球场，不但在1966年協助英格兰以東道主身份首次奪得世界盃冠軍，并且成为曼联进球数第一的传奇球星，此紀錄直到2010年代才被魯尼超越。另一位稍年长的幸存者比尔·福尔克斯也继续在曼联效力了12年，是后防线核心。
曼联在慕尼黑空难后培养或收购的球员，如乔治·贝斯特、丹尼斯·劳等，虽然也是巴斯比主教练手下的重要队员，但是不属于“巴斯比宝贝”。这个名称也成为后人对于在慕尼黑遇难的那些青年球员的爱称。
萨米·麦克罗伊出生于贝尔法斯特，1969年转会到曼联，成为马特·巴斯比的最后一笔签约，他被称为“最后的巴斯比宝贝”。

## 巴斯比宝贝在慕尼黑空难的死难者名单
- 謝夫·班特（Geoff Bent）
- 罗杰·伯恩（Roger Byrne）
- 埃迪·科尔曼（Eddie Colman）
- 邓肯·爱德华兹（Duncan Edwards）
- 马克·琼斯（Mark Jones）
- 大卫·佩格（David Pegg）
- 汤米·泰勒（Tommy Taylor）
- 比利·维兰（Liam 'Billy' Whelan）